# Acherontides peruensis
Acherontides peruensis är en urinsektsart som beskrevs av Walter Hüther 1975. Acherontides peruensis ingår i släktet Acherontides och familjen Hypogastruridae. Inga underarter finns listade i Catalogue of Life.